# Кингстон (Ямайка)
Ки́нгстон (англ. Kingston, ям. креол. Kinston) — столица и крупнейший город Ямайки. Расположен на Карибском море; городская агломерация 580 тысяч жителей. Находится в естественной гавани, защищён длинной и узкой косой Палисадос, соединяющей Порт-Ройял и международный аэропорт с остальными частями острова.
Кингстон самый большой англоязычный город во всем карибском регионе. Кингстон — не только столица Ямайки, но и оживлённый порт, центр швейной и пищевой промышленности. Город основан в 1693 году Великобританией. В 1872 в городе располагалась администрация Ямайки. Город получил статус столицы, когда остров получил независимость в 1962 году.
Бедные кварталы Кингстона (Тренчтаун) — родина музыки в стиле регги, который развивался на основе музыки ска — смеси африканских, европейских и латиноамериканских мотивов, и популярного стиля Дэнсхолл. Город состоит из двух частей — исторического центра (Даунтаун) и Нового Кингстона.
В январе 1976 были подписаны межгосударственные соглашения в городе Кингстон. Как результат, по настоящее время в мире действует Ямайская валютная система плавающих курсов.

## Этимология
Город основан в 1693 году и назван Кингстон — буквально «королевское селение» (англ. king — «король» + -ton — элемент, входящий в многие англоязычные
топонимы, буквально — «ферма, деревня»).

## Население
Численность населения Кингстона составляет 580 тыс. человек. Большую часть населения составляют африканцы (более 70 %) и метисы (около 15 %). Остальная часть — это выходцы из Европы и Азии. Государственный язык английский, но большинство жителей столицы используют местный диалект.

## Туризм
Природа Ямайки привлекает в Кингстон множество любителей экзотических пейзажей. Наибольший приток туристов в столицу отмечается с декабря по май: в это время в гостиницах и ресторанах цены существенно повышаются. Посетив ночной клуб или дискотеку в одном из ресторанов города, приезжие смогут повеселиться под замечательную музыку регги, родиной которой и является Кингстон. Весной в столице проводится чрезвычайно массовый и зрелищный праздник — карнавал, а в конце декабря можно стать участником фестиваля Джонкану, посвящённого католическому Рождеству.
Среди немногих интересных мест столицы можно выделить Национальную галерею в Рой-Вест-Билдинг с обширной коллекцией работ местных художников, Институт Ямайки, Конференц-Центр, Королевский дом (бывшая губернаторская резиденция, сейчас здесь музей) и собор Св. Екатерины (XVII в.), музей вооружённых сил, музей Национальной истории, музей Геологии, расположенный в исторической части Порт-Рояля музей Археологии, музей естествознания, музей араваки, Зоологический музей, минеральные источники Рокфорд, торговый район Девон-Хаус, зелёный Бун-Оезис, ботанический сад Кеслтон, парк Кайманас, Национальный Театр танца, Африканский Музей, Музей форта Чарльз-Маритайм и, конечно, Музей Боба Марли в бывшем доме певца. Некоторое разнообразие вносят народные уличные оркестры, играющие традиционное регги, а также шумные уличные рынки.
На Ямайке снимался первый фильм о Джеймсе Бонде из канонической серии — «Доктор Ноу».

## Климат
Кингстон имеет ровный тропический климат. Выраженного влажного и сухого сезона нет, хотя максимум осадков приходится на сентябрь-ноябрь, нередко за счёт тропических циклонов, а минимум приходится на январь-апрель. Климат очень жаркий: средняя температура круглый год очень высокая, и составляет в среднем 28 °С. При этом климат очень ровный: температура никогда не поднималась выше 37,3 °C и не опускалась ниже 13,4 °C.
| Показатель                    | Янв. | Фев. | Март | Апр. | Май  | Июнь | Июль | Авг. | Сен. | Окт. | Нояб. | Дек. | Год  |
| ----------------------------- | ---- | ---- | ---- | ---- | ---- | ---- | ---- | ---- | ---- | ---- | ----- | ---- | ---- |
| Абсолютный максимум, °C       | 35,2 | 34,6 | 34,7 | 35,7 | 35,0 | 36,9 | 37,1 | 37,3 | 35,8 | 35,9 | 37,1  | 36,3 | 37,3 |
| Средний суточный максимум, °C | 31,0 | 30,9 | 31,1 | 31,6 | 32,1 | 32,8 | 33,4 | 33,3 | 33,0 | 32,5 | 32,0  | 31,5 | 32,1 |
| Средняя температура, °C       | 26,3 | 26,3 | 26,6 | 27,5 | 28,1 | 28,9 | 29,2 | 28,9 | 28,7 | 28,2 | 27,5  | 26,8 | 27,8 |
| Средний суточный минимум, °C  | 22,3 | 22,4 | 22,9 | 23,8 | 24,8 | 25,6 | 25,6 | 25,4 | 24,2 | 24,7 | 24,0  | 23,0 | 24,1 |
| Абсолютный минимум, °C        | 14,6 | 13,4 | 15,0 | 18,0 | 17,4 | 19,7 | 19,0 | 18,1 | 20,7 | 18,2 | 14,6  | 14,6 | 13,4 |
| Норма осадков, мм             | 21   | 18   | 20   | 32   | 69   | 56   | 27   | 79   | 135  | 104  | 109   | 29   | 699  |
| Источник: Погода и Климат     |      |      |      |      |      |      |      |      |      |      |       |      |      |

## Культура и наука
В Кингстоне находится множество учреждений культуры: Национальная библиотека и Национальная галерея Ямайки, штаб-квартира Фонда наследия Ямайки, Музей Боба Марли.
Также здесь расположены научные организации: штаб-квартира Международного органа ООН по морскому дну, Университет Вест-Индии.

## Города-побратимы
- Майами, Флорида, США;
- Каламазу, Мичиган, США;
- Топика, Канзас, США;
- Ковентри, Англия, Великобритания[4][5];
- Гвадалахара, Мексика[6];
- Шэньчжэнь, Китай[7][8][9];
- Паневежис, Литва;
- Виндхук, Намибия